# إسحاق غوردون
إسحاق غوردون (بالإنجليزية: Isaac Gordon)‏ هو لاعب دوري الرغبي أسترالي، ولد في 7 أكتوبر 1986 في Brewarrina ‏ في أستراليا.